# Tatochila orthodice
Tatochila orthodice is een vlindersoort uit de familie van de Pieridae (witjes), onderfamilie Pierinae.
Tatochila orthodice werd in 1890 beschreven door Weymer.